# Józef Brzowski
Józef Brzowski (ur. przed 18 kwietnia 1805 w Warszawie, zm. 3 lub 4 grudnia 1888 tamże) – polski kompozytor, pedagog, dyrygent, wiolonczelista i publicysta muzyczny.
Urodził się w domu przy ulicy Leszno w Warszawie jako syn Karola Brzowskiego i Tekli z domu Przeździeckiej, został ochrzczony w warszawskim kościele św. Andrzeja 18 kwietnia 1805 roku. Nauki pobierał w Liceum Warszawskim, potem uczył się muzyki u swojego szwagra Karola Kurpińskiego, a od 1821 harmonii u W. Würfla i gry na wiolonczeli u J. Wagnera w konserwatorium w Warszawie. Osiągnął też biegłość w grze na fortepianie. Od 1824 grał na wiolonczeli w orkiestrze operowej, od 1827 był korepetytorem w balecie i asystentem dyrygenta, a w latach 1830–1833 dyrygentem opery i baletu w Warszawie. 
Około 1833 zrezygnował z pracy w teatrze i poświęcił się kompozycji. W latach 1836–1837 występował we Francji i Niemczech. Opinię dobrego pedagoga zyskał Brzowski dzięki sukcesom pianistycznym córki Jadwigi Brzowskiej-Méjean. W 1857 został współpracownikiem „Ruchu Muzycznego”. W 1861 objął w Instytucie Muzycznym w Warszawie stanowisko inspektora, a od 1866 prowadził klasę fortepianu dla śpiewaków. W tym okresie wyjeżdżał kilkakrotnie do Brukseli, gdzie wykonano z dużym powodzeniem kilka jego kompozycji (2 msze, kantatę, Te Deum). Sukcesy belgijskie skłoniły Brzowskiego do napisania opery o bohaterze Flandrii Jacobie van Artevelde pt. Ruvaert Flandrii czyli Piwowar z Gandawy.
Twórczość Brzowskiego była oceniana różnorako: spotykała się zarówno z wielkim uznaniem, jak i ostrą krytyką. Był wielokrotnie wyróżniany i odznaczany, w kraju i za granicą, m.in. w Belgii i Hiszpanii. Po śmierci został zapomniany.

## Życie rodzinne
Brzowski był dwukrotnie żonaty: 22 sierpnia 1835 ożenił się z Anną Elżbietą Dückert z domu Ketschon (ok. 1795–1843), zaś 25 sierpnia 1849 z Florentyną Górecką (ok. 1819–1905). Kompozytor miał dwoje dzieci: z pierwszą żoną córkę Jadwigę (1830–po 1892), znaną pianistkę i kompozytorkę, a z drugą – syna Aleksandra (1843–1858), zmarłego w młodości ucznia Szkoły Dramatycznej.

## Ważniejsze kompozycje
- Opera komiczna Hrabia Weseliński (Warszawa 1833)
- Opera Rejent z Flandrii czyli Piwowar z Gandawy (nie wystawiona)
- Requiem (1845)
- Messe Solennelle (1861, wyk. Bruksela 1867)
- La Foi Messe (Bruksela 1868)
- Te Deum (Bruksela 1867)
- Symfonia dramatyczna (wyk. 1860)
- Elegia d-moll na skrzypce i fort. (wyd. 1885)
- Utwory fortepianowe i pieśni